# Mary Morris (actrice)
Pour les articles homonymes, voir Morris et Mary Morris.
Mary Lilian Agnes Morris, née le 13 décembre 1915 à Lautoka (Fidji, alors Empire britannique) et morte le 14 octobre 1988 à Aigle (canton de Vaud, Suisse), est une actrice britannique.

## Biographie
Installée jeune en Angleterre, Mary Morris étudie le théâtre à la Royal Academy of Dramatic Art de Londres, ville où elle débute en 1935 dans Lysistrata d'Aristophane. Par la suite, toujours dans la capitale britannique, elle joue notamment dans Morts sans sépulture et La Putain respectueuse de Jean-Paul Sartre (1947, avec Hugh Griffith et Sid James), The Young Elizabeth de Francis et Jennette Dowling Letton (rôle-titre, 1952, avec Basil Dignam et Margaretta Scott), Six Personnages en quête d'auteur de Luigi Pirandello (1954, avec Ralph Michael) et Le deuil sied à Électre d'Eugene O'Neill (1955, avec John Schlesinger). Dans cette dernière, elle personnifie Électre, puis à nouveau dans Électre de Jean Giraudoux (en 1956 à Oxford).
Au cinéma, elle contribue à seulement quatorze films britanniques (ou en coproduction), le premier étant La Reine Victoria d'Herbert Wilcox (1937, avec Anna Neagle dans le rôle-titre et Anton Walbrook). Ultériurement, citons Le Voleur de Bagdad de Ludwig Berger et autres (1940, avec Conrad Veidt et Sabu) et Monsieur Smith agent secret de Leslie Howard (1941, avec le réalisateur et Francis L. Sullivan). Son dernier film est Le Cercle infernal de Richard Loncraine (1977, avec Mia Farrow et Keir Dullea)
À la télévision britannique, elle apparaît dans quarante-six séries à partir de 1953, dont Ici Interpol (un épisode, 1960), Le Prisonnier (un épisode, 1967, dans le rôle du Numéro deux) et Doctor Who (épisode Kinda, 1982).
S'ajoutent neuf téléfilms souvent d'origine théâtrale (1949-1985), dont une version pour la télévision (diffusée en 1953) de la pièce The Young Elizabeth précitée.
Mary Morris tient ses deux derniers rôles au petit écran dans trois épisodes (pour deux séries) diffusés en 1989 et 1990, après sa mort survenue en 1988, à 72 ans.

## Théâtre (sélection)
(pièces jouées à Londres, sauf mention contraire)
- 1935 : Lysistrata d'Aristophane
- 1941 : La Quadrature du cercle (Squaring the Circle) de Valentin Kataïev
- 1945 : Duet for Two Hands de Mary Hayley Bell, mise en scène d'Anthony Pelissier
- 1947 : Morts sans sépulture (Men Without Shadows) et La Putain respectueuse (The Respectable Prostitute) de Jean-Paul Sartre, mise en scène de Peter Brook
- 1952 : The Young Elizabeth de Francis et Jennette Dowling Letton : rôle-titre
- 1954 : Six Personnages en quête d'auteur (Six Characters in Search of an Author) de Luigi Pirandello, adaptation de Frederick May
- 1955 : Le deuil sied à Électre (Mourning Become Electra) d'Eugene O'Neill, mise en scène de Peter Hall : Lavinia
- 1956 : Électre de Jean Giraudoux (Oxford) : rôle-titre

## Filmographie partielle

### Cinéma
- 1937 : La Reine Victoria (Victoria the Great) d'Herbert Wilcox : Duchesse de Kent
- 1939 : L'Espion noir (The Spy in Black) de Michael Powell : la chauffeuse
- 1940 : Le Voleur de Bagdad (The Thief of Bagdad) de Ludwig Berger et autres : Halima
- 1941 : La Commandante Barbara (Major Barbara) de Gabriel Pascal : une jeune femme
- 1941 : Monsieur Smith agent secret (« Pimpernel » Smith) de Leslie Howard : Ludmilla Koslowksi
- 1949 : Le Train du destin (Train of Events), film à sketches, segment L'Acteur (The Actor) de Basil Dearden : Louise
- 1951 : Haute Trahison (en) (High Treason) de Roy Boulting : Anna Braun
- 1977 : Le Cercle infernal (Full Circle) de Richard Loncraine : Greta Braden

### Télévision

#### Séries
- 1960 : Ici Interpol (Interpol Calling), saison 2, épisode 4 White Blackmail : Ingrid Hoffman
- 1967 : Le Prisonnier (The Prisoner), saison unique, épisode 8 Danse de mort (Dance of Death) de Don Chaffey : Numéro deux
- 1982 : Doctor Who, saison 19, épisode 3 Kinda, 2e, 3e et 4e parties : Panna

#### Téléfilms
- 1953 : The Young Elizabeth de Charles Hickman : rôle-titre
- 1984 : The Life and Death of King John de David Giles : Reine Elinor
- 1985 : The Moon Over Soho de Stuart Burge : Frieda King